# Amatørsymfonikerne
Amatørsymfonikerne er et amatørsymfoniorkester baseret i Københavnsområdet.
Det blev grundlagt i 1954 som et kammerorkester, der udsprang af 3 musikalske brødres lyst til sammenspil, men er i dag et fuldt besat symfoniorkester med 60-70 musikere. På listen i 50-årsjubilæumsskriftet er endda opregnet over 90 musikere.
Den første dirigent var Kjeld Neiindam, som blev afløst af Ib Eriksson, der var soloklarinettist i DRs Symfoniorkester. I starten havde orkestret karakter af ungdomsorkester og virkede som orkester for organisationen Musik & Ungdom, men medlemmerne blev hængende selv om de voksede ud af ungdommen, og til sidst måtte man sige farvel til den tilknytning.
I følge Amatørsymfonikernes vedtægter er foreningens formål "at muliggøre medlemmernes sammenspil, dels under private former, dels ved offentlige koncerter, samt så vidt muligt i sit arbejde at understøtte og opmuntre udøvelse af amatørmusik". F.eks. har Rudersdal Musikskole og orkestret et samarbejde i projekter, hvor musikskoleelever spiller sammen med orkestret og får indblik i nogle af de muligheder, der findes uden for musikskolen.
Indtægterne kommer med ca. 33% fra medlemmernes kontingent og resten mest fra betalte koncerter og entre. Dog opnås undertiden også tilskud fra diverse fonde.
Undervejs siden 1954 har man været på mange turneer i udlandet. Hvert andet år rejser orkesteret til udlandet og samarbejder med lokale orkestre, amatører som professionelle. Ofte arrangeres der efterfølgende genvisit i København. Siden 1965 har man f.eks. spillet i Tyskland, Holland, Sverige, Østrig, Estland, Letland, Litauen, England, Frankrig og Italien.

## Repertoire, solister og dirigenter
Repertoiret omfatter små og store værker mest fra Mozart og frem til i dag, både standard-værker og i enkelte tilfælde helt nyskreven musik. De seneste (februar 2017) 4 koncertprogrammer indeholdt bl.a. Romance for violin og orkester (Johan Svendsen), A Nightsong (Matti Borg), Koncert for cello og orkester (Edward Elgar), Symfoni nr. 4 (Johannes Brahms), Sagadrøm (Carl Nielsen), Koncert for violin og orkester (Carl Nielsen), Symfoni nr. 4, "Det uudslukkelige" (Carl Nielsen), Ouverturen til operetten Candide (Leonard Bernstein), Klaverkoncert for venstre hånd og orkester (Maurice Ravel), Four dance episodes af Rodeo (Aaron Copland) og Danzon no. 2 (Arturu Márquez)
Orkestret samarbejder med såvel kendte solister som unge solister på vej, heriblandt Edith Guillaume, Peter Lindroos, Nina Pavlovski, Christina Åstrand, Mikkel Futtrup, Benjamin Koppel og Frederik Øland. Orkestret har været dirigeret af kendte dirigenter som Frans Rasmussen, Ole Schmidt, Michael Schønwandt, Leif Segerstam, Tamás Vetö, Jorma Panula, Morten Schuldt-Jensen og Giordano Bellincampi, men også af yngre folk som Morten Ryelund, Kaisa Roose, Kristoffer Kaas, Erik Jakobsson og Christian Schmiedescamp.
Prins Henrik var orkestrets protektor fra 2004 til sin død i 2018.